# Alexander Bottini
Alexander José Bottini García, (Maturín, Monagas, 7 de mayo de 1969-18 de mayo de 2002; ib.), también conocido como Comanche fue un futbolista profesional venezolano, que jugó como mediapunta o delantero. Es reconocido por numerosos especialistas, exfutbolistas del país y personalidades regionales como «el primer exponente del fútbol maturines».
Desarrolló la mayor parte de su carrera profesional en el fútbol venezolano; primero en el Monagas S.C. luego en clubes como Estudiantes de Mérida, Mineros de Guayana, o Deportivo Táchira. Para finalmente, tras clubes varios, ulteriormente recalar en su club naciente, y así retirarse en el año 2001. En este último club sería ampliamente recordado, siendo su segundo máximo goleador con 43 tantos, y dejando un legado que se traduciría en diversas obras en la ciudad de Maturín, las cuales llevarían su nombre. Un año después de su retiro terminaría falleciendo.

## Infancia e inicios
Bottini nació el 7 de mayo de 1969 en el Hospital Universitario 'Dr. Manuel Núñez Tovar' de Maturín, de manera circunstancial. Hijo del matrimonio entre el señor Alberto José Bottini y la Señora Carmen García. Su familia, originaria de la ciudad, estaba afincada en la zona céntrica de la ciudad; en localidades cercanas a la Plaza Piar. Aquí hizo una infancia algo estable dentro de lo que podía brindarle el sostén familiar a nivel económico, que era su padre. Sus amigos de la infancia le decían "Chento" y esto se trasladó luego a su vida dentro del campo ya a nivel profesional.
Desde pequeño se dedicó a la práctica del fútbol y sus inicios en el fútbol organizado datan del liceo 'Francisco Isnardi' de su ciudad, con el Deportivo Páez. Lo cual lo lleva a formar parte de la selección del estado Monagas y es allí que capta la atención del técnico Joaquín Da Silva 'Fariñas'. Este le da la luego de diversas pruebas, la oportunidad de debutar en la Segunda División de Venezuela en septiembre del año 1987.
Su enigmático apodo viene debido a que el reconocido comentarista tachirense Jesús 'Chuy' Pineda, notó su corte de cabello de la época bastante corto, similar a los indios Comanches, estos eran pegados al cráneo, de muy poco largo, y rectos en su mayoría; estos indios eran parte de la población de la ciudad de Maturín y por ende de allí su denominación.

## Carrera en clubes

### Monagas S.C.
Bottini era ficha del Monagas desde antes, en Segunda División, donde entre otros compromisos, se destacó el disputar el repechaje de la temporada 1987/88 ante Internacional de Puerto la Cruz donde caerían derrotados. Pero debido a que Pepeganga Margarita abandonó su cupo a Primera; Monagas obtuvo el puesto del equipo margariteño como subcampeón de Segunda. Así que su primer partido oficial en primera data del 22 de mayo de 1988, contra Unión Deportivo Puerto La Cruz. Obteniendo una victoria por marcador de 4-0, aquí Alexander disputaría pocos minutos al ser joven promesa apenas.
Sin embargo su mejor temporada sería la temporada 1990/91. Se estrenaría esta temporada como goleador ante Unión Atlético Táchira el 7 de noviembre del 1990, marcando un tanto en el Polideportivo Cachamay, encuentro que culminaría 2-2.
Cabe destacar que en esta misma temporada hizo su primer triplete con 21 años de edad, ante Estudiantes de Mérida el 17 de marzo de 1991 en el Polideportivo de Maturín. Hizo una buena dupla con José Dávila, en donde combinados marcarían un total de 24 goles para la causa. Gracias a esto, también fue el goleador absoluto de la liga venezolana.
El ser máximo artillero esa temporada lo convertiría en un renombrado personaje en el estado, y pretendido por diversos clubes de la máxima categoría del fútbol venezolano; sin embargo el club hizo un esfuerzo por retenerlo en sus filas y lograría que cumpliera contrato hasta ulteriormente debido a un descenso administrativo, irse a préstamo al máximo rival de oriente.

### Mineros de Guayana
En la temporada 1993/94 y con 24 años, Bottini ficha luego de su primer periplo con el Monagas, por Mineros de Guayana. Aquí comparte camerinos con personalidades como Ildemaro Fernández, Radamel García, Luis Filosa, etc. Su primer gol vendría el 17 de octubre de 1993 ante Maracaibo F.C., anotando doblete en la jornada 3 de la máxima categoría del fútbol venezolano. El encuentro culminaría con un 8-0 a favor de Mineros.
Su temporada terminaría con 4 goles en 30 partidos.

### Estudiantes de Mérida
Alexander luego de un trámite algo complicado con los negriazules, y un paso corto nuevamente con el Monagas S.C. coge rumbo a tierras andinas, donde empieza a entrenar y posteriormente fichar con el cuadro académico para la temporada 1995/96 y así disputar el clausura 95/96. Es aquí, con 26 años de edad, que llega para aportar a la ofensiva merideña luego de sus 4 goles con los azulgranas hasta la fecha de enero. Aquí en sólo 10 partidos logra anotar una cuantiosa cantidad de 4 goles, teniendo un promedio alto de gol y siendo su primero, en la séptima jornada el 18 de febrero de 1996 en el Polideportivo Cachamay, ante Mineros de Guayana. Encuentro que culminaría 4-2 a favor de La Pandilla del Sur.
Seguiría marcando goles a distintos rivales de la liga venezolana, levantando expectativas una vez más con recuperar su nivel mostrado en otroras ocasiones, ya que en anteriores periplos empezarían periodos de indisciplina constantes que, no lo llevarían a ser un jugador tan cotizado a pesar de brindar réditos en lo deportivo.
Estas indisciplinas a pesar de recuperar su nivel deportivo, volvieron a aparecer en su periodo con el cuadro andino, lo cual lo llevaría posteriormente a la decisión del equipo de prescindir de sus servicios. Además de contar ya con grandes estrellas del balompié venezolano como Ruberth Morán, Miguel Ángel Echenausi, etc. que cobraban un alto sueldo para contar con sus servicios, y es así cuando buscaría otro rumbo, una vez más.

### Deportivo Táchira
Ya para el año 1999 tenía un paso algo contrastado por la liga venezolana, en donde debido a mal cuidado físico, se le complicaba la estadía en diversos clubes. Sin embargo, por petición de su gran amigo 'Cheo' Fasciana va al Táchira a realizar pretemporada. Desafortunadamente se dan cuenta de que efectivamente no tenía el mismo ritmo futbolístico de otrora época y se decide por mutuo acuerdo negociar su préstamo en un club de menor envergadura con esperanza de ponerse a tono.
Es así como al siguiente año vuelve a probar en clubes como el Galicia de Aragua y si bien estuvo a punto de fichar, termina sin concretarse una vez más. Por ende las negociaciones dan por culminadas con el Deportivo Táchira y cualquier otro club involucrado. 

### Monagas S.C.
Si bien su intención era volver al Monagas que lo vio nacer y ayudarlo a trascender, el club no le ofreció un contrato deportivo porque en pretemporada no lo observó en plenitud de forma física. Sí se le dio la oportunidad sin embargo de ponerse a tono, para así aspirar a un puesto en la plantilla. Entrenó durante todo un año sin frutos tras evaluaciones constantes de entrenadores de aquella época como Manolo Contreras, Eduardo Borrero y Alí Cañas. Todo sin resultado. Así que en conjunto con el cuerpo técnico de la institución, deciden ofrecerle el cargo de entrenador de las inferiores (específicamente la división sub-20), y es aquí cuando decide colgar los botines definitivamente.

#### Anotaciones destacadas
| Lista de partidos en los que anotó dos o más goles | Lista de partidos en los que anotó dos o más goles | Lista de partidos en los que anotó dos o más goles  | Lista de partidos en los que anotó dos o más goles | Lista de partidos en los que anotó dos o más goles | Lista de partidos en los que anotó dos o más goles | Lista de partidos en los que anotó dos o más goles |
| N.º                                                | Fecha                                              | Estadio                                             | Partido                                            | Goles                                              | Resultado                                          | Competición                                        |
| -------------------------------------------------- | -------------------------------------------------- | --------------------------------------------------- | -------------------------------------------------- | -------------------------------------------------- | -------------------------------------------------- | -------------------------------------------------- |
| 1                                                  | 17 de marzo de 1991                                | Polideportivo de Maturín, Maturín, Monagas          | Monagas S.C. - Estudiantes de Mérida               | Gol · Gol · Gol                                    | 4 - 1                                              | Primera División de Venezuela                      |
| 2                                                  | 2 de junio de 1991                                 | Polideportivo de Maturín, Maturín, Monagas          | Monagas S.C. - Portuguesa F.C.                     | Gol · Gol                                          | 2 - 1                                              | Primera División de Venezuela                      |
| 3                                                  | 27 de octubre de 1991                              | Estadio Ricardo Tulio Maya, Ciudad Bolívar, Bolívar | Industriales del Caroní - Monagas S.C.             | Gol · Gol                                          | 2 - 2                                              | Primera División de Venezuela                      |
| 4                                                  | 17 de mayo de 1992                                 | Polideportivo de Maturín, Maturín, Monagas          | Monagas S.C. - Unión Deportivo Lara                | Gol · Gol                                          | 2 - 0                                              | Primera División de Venezuela                      |
| 5                                                  | 17 de octubre de 1993                              | Polideportivo Cachamay, Ciudad Guayana, Bolívar     | Mineros de Guayana - Maracaibo F.C.                | Gol · Gol                                          | 8 - 0                                              | Primera División de Venezuela                      |
| 6                                                  | 6 de noviembre de 1994                             | Polideportivo de Maturín, Maturín, Monagas          | Monagas S.C. - Club Minervén                       | Gol · Gol                                          | 2 - 0                                              | Primera División de Venezuela                      |
| 7                                                  | 27 de noviembre de 1994                            | Estadio Ricardo Tulio Maya, Ciudad Bolívar, Bolívar | Industriales del Caroní - Monagas S.C.             | Gol · Gol                                          | 0 - 2                                              | Primera División de Venezuela                      |
| 8                                                  | 15 de marzo de 1995                                | Polideportivo de Maturín, Maturín, Monagas          | Monagas S.C. - Deportivo Tuy                       | Gol · Gol                                          | 3 - 0                                              | Primera División de Venezuela                      |

## Selección nacional

### Selección absoluta
No cumplió su ciclo juvenil con la selección, sin embargo fue convocado a la selección nacional el año que queda como máximo artillero de la liga, con un total de 15 goles. Así debutaría en la Copa América 1991 realizada en Chile con apenas 22 años. Entrando al 46' ante la oncena de Paraguay. Sustituiría al futbolista Carlos Castro y finalmente el encuentro culminaría con un 5-0 a favor de «Los Guaraníes».
Seguría siendo convocado para amistosos internacionales y diversos partidos por eliminatorias. En estos amistosos disputaría bastantes minutos como es el ejemplo ante Perú en el Polideportivo Cachamay. Luego en las Eliminatorias Estados Unidos 1994 para la Copa del Mundo, fue convocado a la doble fecha clasificatoria contra Bolivia y Uruguay, sin embargo no disputó ningún minuto.

#### Participaciones en Copa América
| Copa América      | Sede     | Resultado    | PJ | Goles |
| ----------------- | -------- | ------------ | -- | ----- |
| Copa América 1991 | Paraguay | Primera fase | 1  | 0     |

#### Participaciones en eliminatorias mundialistas
| Eliminatorias                     | Resultado | PJ | Goles |
| --------------------------------- | --------- | -- | ----- |
| Eliminatorias Estados Unidos 1994 | 9° Lugar  | 4  | 0     |

## Perfil como jugador
Alexander "Comanche" Bottini fue un jugador usualmente descrito como combativo, temperamental, y a pesar de ser un clásico '9', bajaba a defender constantemente de manera brusca, razón por la cual se ganó tarjetas amarillas en más de una ocasión.

### Estilo de juego
Se describía a Bottini como un 'ariete', un delantero bastante corpulento y pesado, que utilizaba muchas veces su físico para ganar duelos aéreos y disputas de balón; en su juego aguantaba bien de espaldas, y no escatimaba en hacer desmarques. Era bastante temperamental en el campo con algunos gestos inoportunos que le valían amonestaciones, sin embargo, su energía y voz de mando lo hacían respetado dentro del campo.

## Estadísticas

### Clubes
| Club                  | País      | Año       |
| --------------------- | --------- | --------- |
| Monagas S.C.          | Venezuela | 1987-1992 |
| Trujillanos FC        | Venezuela | 1992-1993 |
| Mineros de Guayana    | Venezuela | 1993-1994 |
| Estudiantes de Mérida | Venezuela | 1995-1996 |
| Deportivo Táchira     | Venezuela | 1997-1998 |
| Llaneros de Guanare   | Venezuela | 1998-1999 |
| Monagas S.C.          | Venezuela | 2000-2001 |

- No se contabilizan los años en que Bottini jugó en Segunda División.
- En su temporada como máximo goleador, diarios reseñan que marcó un póker en su partido ante Estudiantes de Mérida (lo cual añadiría un tanto a sus cifras de esa temporada llegando a 16 goles), mientras que en los anaqueles contabilizan 3 goles exactamente.
- Marcó 60 goles en su carrera.

## Récords y logros individuales
| Distinción                             | País      | Año     | Goles |
| -------------------------------------- | --------- | ------- | ----- |
| Máximo goleador de la Primera División | Venezuela | 1990-91 | 15    |

## Vida privada
Alexander fue padre de cuatro hijos, llamados Daniela Alejandra, María Daniela, Yanine Alexandra y Alexander José. Usualmente hubo bastantes reportes de indisciplina fuera de la cancha, razón que lo obligaba a salir de varios clubes y afectó notablemente la curva de crecimiento que tenía en su debut.

## Fallecimiento
Su fallecimiento causó gran impacto en la fanaticada monaguense y el fútbol venezolano en general, lo que se sabe hasta el día de hoy es que murió por la enfermedad del SIDA. Quienes comentan acerca de su fallecimiento lo hacen con mucho respeto y pudor.

### Homenaje
En el año 2003 se dictó que el estadio que acompañaba al Complejo Polideportivo de Maturín, inaugurado en el año 1983. El cual a su vez era sede del Monagas Sport Club en otrora tiempo, se le fuera otorgado su epónimo, llamándose de ahora en adelante Estadio Alexander 'Comanche' Bottini. A la re-inauguración del mismo asistieron familiares del jugador, excompañeros y amigos en honor a él. Este estadio además, siempre que se hacen remodelaciones y reparaciones, el equipo de trabajo está acompañado de entre otros organismos públicos, de familiares mismos.

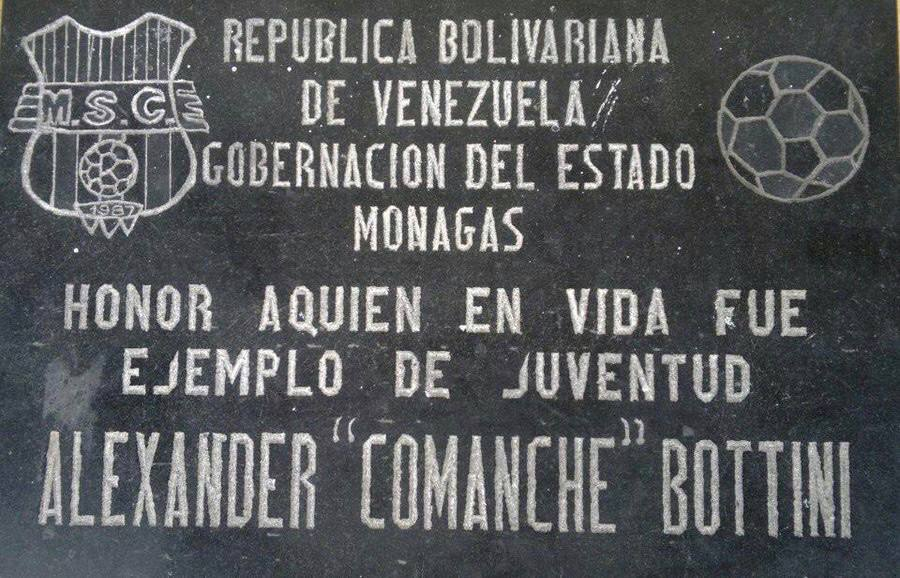
Placa póstuma de Alexander Bottini para el ahora Estadio Alexander 'Comanche' Bottini. (2002)

De igual forma el legado de Bottini se vio en diversas obras a lo largo de la ciudad que lo vio nacer, esto se traduciría en placas a lo largo de la localidad en honor a su entrega deportiva, bustos en diversos puntos vitales, e incluso academias.
La academia de fútbol 'Alexander Bottini' tiene desde divisiones inferiores, hasta equipo femenino, y está pronto a entrar en el sistema de ligas venezolano luego de tener cierta trayectoria en el plano regional. También juegan en el Estadio Alexander 'Comanche' Bottini.
Monagas S.C. rindió un emotivo homenaje a Alexander Bottini al momento de su fallecimiento en el primer partido que disputaron Los azulgranas tras la desaparición del goleador venezolano, y cada año si coinciden con algún partido que se dispute al momento, se exige el minuto de silencio en honor a su aporte al deporte regional.